# Campeonato Mundial de Triatlo de 2003
O Campeonato Mundial de Triatlo de 2003 foi a 15º edição do evento máximo do triatlo, aconteceu em Queenstown, Nova Zelândia no dia 6 de dezembro, organizado pela International Triathlon Union (ITU). 

## Resultados
| Evento    | Ouro                        | Prata                         | Bronze                      |
| --------- | --------------------------- | ----------------------------- | --------------------------- |
| Masculino | Peter Robertson · Austrália | Iván Raña · Espanha           | Olivier Marceau · Suíça     |
| Feminino  | Emma Snowsill · Austrália   | Laura Reback · Estados Unidos | Michellie Jones · Austrália |